# Retrat d'Alfons XIII en uniforme d'hússar
Retrat d'Alfons XIII en uniforme d'hússar, és un retrat realitzat pel pintor Joaquim Sorolla i Bastida. Va crear la pintura en 1907 per encàrrec del rei Alfons XIII d'Espanya. Es va fer en el parc de la residència d'estiu La Granja de San Ildefonso. La pintura va ser pintada a l'oli sobre llenç, té una alçada de 208 cm i una amplada de 108,5 cm. Mostra al rei com un retrat de mida natural amb l'uniforme d'un hússar en l'estil acolorit i lluminós del impressionisme espanyol. La pintura és propietat de la col·lecció reial.

## Descripció
La pintura creada en 1907 mostra al rei Alfons XIII, com si fos un retrat de mida natural. El monarca de 21 anys s'enfronta a l'espectador, amb la cama esquerra avançada sobre la dreta. El seu rostre mostra un cutis clar i els seus ulls oberts miren al capdavant. Porta el seu cabell castany amb un pentinat curt, deixant les seves orelles lliures. El rei té la seva mà dreta en el seu maluc i la seva mà esquerra descansa a} mànec d'un sabre la funda equipada del qual amb brida arriba fins a terra. Alfons XIII, vesteix l'uniforme de la cavalleria del Regiment d'Hússars de Pavia. Això inclou la jaqueta vermella anomenada Dòlman, sota la qual es mostra una camisa blanca en e] coll i la màniga dreta. A l'espatlla esquerra es troba la pellissa blava amb coll i folre de pell negra. Això s'ajusta als pantalons de l'uniforme igualment blaus, porta botes de muntar negres polides, que inclouen esperons de plata. El colorit de l'uniforme està adornat amb nombrosos botons daurats i amb intricats adorns i trenes, que van ser brodats amb fils d'or a les teles. A més a més, prop del maluc hi ha una banda roja, lligada a manera de faixí, els extrems de la qual són unes borles de fils d'or lligades al costat esquerre, el rei no mostra signes visibles del seu càrrec. El que si es pot veure és nombroses medalles i condecoracions a la jaqueta vermella i de la pellissa. L'única joia que mostra és l'anell en el dit anular, una referència al casament tancat de l'any anterior amb la princesa britànica Victòria Eugènia de Battenberg.
Encara que el cel en si no és visible, la llum solar té un paper important a la imatge. En les fulles dels arbres, al terra del primer pla, a la roba, a les botes, a la cara i a les mans del rei, en totes parts hi ha reflexos de llum que es tendeixen a la llum brillant del sol en la pintura. A més a més, especialment la lluminositat dels colors uniformes és possible únicament a través de la intensa llum del dia. La pintura està signada i datada «J. Sorolla B. 1907 San Ildefonso».